# Foresta di cristallo
Foresta di cristallo (The Crystal World) è un romanzo scritto da James Graham Ballard nel 1966 ed edito in Italia nel 1975, appartenente al filone della fantascienza apocalittica.

## Storia editoriale
Il romanzo, pubblicato nel 1966, fonde al suo interno due precedenti racconti di Ballard, L'uomo luminoso (The illuminated Man), pubblicato per la prima volta nel numero di maggio 1964 della rivista Fantasy and Science Fiction, e Equinozio (Equinox), quest'ultimo racconto pubblicato in due puntate nei numeri di maggio/giugno e luglio/agosto 1964 della rivista britannica New Worlds.

## Trama
(Foresta di cristallo)
Edward Sanders è un medico inglese intenzionato a risalire il corso del fiume Matarre in Camerun per raggiungere la sua collega Suzanne Clair, con la quale aveva avuto una storia d'amore, e suo marito Max, che prestano la loro opera nel lebbrosario di Mont Royal. Il viaggio inizia da Port Matarre, alla foce del fiume omonimo, in compagnia di un religioso, Padre Balthus, e della giovane giornalista francese Louise Peret. La ragazza era giunta sul luogo in compagnia del collega statunitense Anderson e del fotografo Matthieu per investigare su misteriosi eventi di cui avevano avuto vaghe informazioni. Di Anderson, allontanatosi alcuni giorni prima in avanscoperta, si erano ben presto perse notizie, così come del dottor Tatlin, un fisico atteso a Port Matarre per condurre alcuni studi sul luogo, ma mai giunto a destinazione.
A causa dei disordini scoppiati nella zona è difficile trovare un'imbarcazione che li accompagni nel viaggio; finalmente il gruppo trova il modo di partire verso Mont Royal, grazie all'aiuto del capitano Aragon che li accompagna con la sua barca. Poco prima della partenza da Port Matarre dal fiume viene ripescato il corpo di Matthieu, inspiegabilmente ricoperto di cristalli.
Lungo il viaggio i protagonisti si rendono conto che una misteriosa mutazione sta ricoprendo di cristalli la flora e la fauna della giungla. Il fenomeno non ha una spiegazione scientifica, ma sembra momentaneamente rallentata dalla vicinanza delle pietre preziose, che tuttavia vengono rapidamente dissolte dal fenomeno. Gli esseri viventi cristallizzati sembrano immersi in una sorta di tempo sospeso, immutabili nella loro nuova esistenza.
A metà del viaggio, presso un posto di blocco, l'esercito impedisce alla giornalista di proseguire. Nell'accampamento il dottor Sanders incontra Radek, un medico militare che lo informa che il fisico Tatlin è finalmente arrivato sul luogo delle mutazioni per indagarne le cause e che lo stesso fenomeno non è limitato all'Africa ma che è stato segnalato nelle Everglades in Florida e presso le paludi del Pryp"jat', in Unione Sovietica. Sanders prosegue il viaggio con i militari e giunto a Mont Royal si mette alla ricerca dei due amici Max e Suzanne. Nel frattempo Radek rimane contagiato dalla mutazione e viene involontariamente ucciso da Sanders, che tentava di salvarlo dall'infestazione strappandogli di dosso le concrezioni cristalline. Sanders è ancora sconvolto dall'accaduto quando finalmente ritrova Suzanne e Max Clair, ma con orrore si accorge che la donna è stata contagiata dalla lebbra che curavano nel lazzaretto.
Suzanne si allontana nelle foresta cristallizzata mentre Sanders, impegnato nella sua ricerca, viene coinvolto in una faida personale tra Ventress, un architetto belga già conosciuto a Port Matarre, e Thorensen, uno dei proprietari della locale miniera di diamanti, esplosa tra di essi a causa della reciproca gelosia nei confronti dell'ex moglie di Thorensen, Serena, malata di tubercolosi. Molti dei contagiati dal fenomeno accettano con rassegnazione, alcuni addirittura di buon grado, la metamorfosi, quasi fosse il primo passo verso una nuova forma di esistenza: tra di essi vi è Thorensen, che preferisce vedere Serena mutata in cristallo piuttosto che morta di tubercolosi, e Padre Balthus. Balthus è scosso da una profonda crisi mistica e credendo di aver finalmente ritrovato Dio e la fede nella nuova forma di vita cristallizzata, si arrende volontariamente e con trasporto alla propria trasformazione.
Sanders, contagiato dalla mutazione, riesce a far regredire la cristallizzazione del braccio grazie alle gemme preziose che ornavano un crocifisso donatogli da Padre Balthus. Dopo essere tornato a Port Matarre e aver rifiutato di aiutare Max nella cura dei lebbrosi sopravvissuti riparte verso Port Royal, intenzionato a ricongiungersi con Suzanne, pronto a unirsi con lei nella definitiva ed eterna mutazione.

## Personaggi
Edward SandersMedico inglese, partito alla ricerca della vecchia fiamma, Suzanne, salvatosi fortunosamente dal contagio, ripartirà ben presto per ricongiungersi con la donna nella foresta cristallizzata.
Suzanne ClairDottoressa che opera nel lebbrosario di mont Royal. Ha avuto un'importante storia d'amore con Sanders ma è sposata con Max. Infettata dalla lebbra, tenterà di salvarsi dal contagio esponendosi alla misteriosa mutazione.
Max ClairMarito e collega di Suzanne. Si salverà dal contagio e continuerà la sua opera nella cura dei lebbrosi.
Padre BalthusPrete sconvolto da una profonda crisi mistica. Ritrova la fede credendo la mutazione un segno di Dio.
Louise PeretGiovane giornalista francese. Nutre forti sentimenti verso Sanders ma non è ricambiata da questi.
Capitano AragonProprietario della barca che accompagnerà Sanders per gran parte del viaggio.
RedekMedico dell'esercito. mette al corrente Sanders dei particolari circa la misteriosa mutazione e perirà accidentalmente ucciso da Sanders stesso.
VentressArchitetto Belga impegnato in una sanguinosa faida contro Thorensen.
ThorensenComproprietario della miniera di diamanti di Mont Royal. Perirà per mano di Ventress, nella faida causata dalla reciproca gelosia nei confronti della moglie di questi, Serena.

## Capitoli

### Equinozio
1. Il fiume buio
2. L'orchidea ingioiellata
3. Il mulatto
4. L'annegato
5. La foresta di cristallo
6. L'incidente

### L'uomo illuminato
1. Specchi e assassini
2. La residenza estiva
3. Serena
4. La maschera
5. L'albergo bianco
6. Duello col coccodrillo
7. I lebbrosi
8. Il sole prismatico

## Temi
L'opera di Ballard è permeata da simbolismi evidenti  e ne La foresta di cristallo tale elemento viene utilizzato dall'autore per simboleggiare l'eternità, abbinamento questo ricorrente anche nel racconto Il giardino del tempo del 1962. Il mondo, trasformatosi in cristallo, diventa eterno e immutabile; i protagonisti del romanzo vengono rapiti dal fascino della trasformazione e vi si abbandonano serenamente e per sempre.

## Edizioni
- James Graham Ballard, Foresta di cristallo, Pocket Fantascienza n.1, Longanesi, 1975,  p. 234.
- James Graham Ballard, Foresta di cristallo, Oscar Fantascienza n.79, Mondadori, 1989,  p. 192.